# Áries
Áries (português brasileiro) ou Carneiro (português europeu) (♈) é o primeiro signo astrológico do zodíaco, situado entre Peixes e Touro e associado à constelação de Aries. Seu símbolo é um carneiro. Forma com Leão e Sagitário a triplicidade dos signos do Fogo. É também um dos quatro cardinais, juntamente com Câncer/Caranguejo, Libra/Balança e Capricórnio. Com pequenas variações nas datas dependendo do ano, os carneiros/arianos são as pessoas nascidas entre 21 de março e 
20 de abril.
Quando se incluem estrelas de brilho menor, visíveis a olho nu, a área da constelação parece a cabeça de um carneiro, tendo uma forma geral de cabeça de herbívoro e um chifre em espiral.
Segundo Higino, autor romano da época de Augusto, acreditava-se que a constelação era o carneiro que carregou Frixo e Hele através do Helesponto. Este carneiro tinha pelo de ouro, e foi sacrificado a Júpiter quando Frixo chegou na corte do rei Eetes. A imagem do carneiro foi colocada entre as constelações por Nubes, e marca o tempo do ano em que o grão deve ser semeado, porque Ino havia semeado antes do tempo o grão molhado, o que causou a fuga de Frixo e Hele. Segundo Eratóstenes, o próprio carneiro havia removido o pelo dourado e dado a Frixo, e depois foi por conta própria para as estrelas.
Higino também apresenta duas outras versões para o mito de Áries.